# Lusa
Lusa era una divinità etrusca menzionata nel liber linteus e nel Fegato di Piacenza.